# Дієтолог
Дієтолог — фахівець в галузі дієтології, який відповідає академічним і професійним вимогам. Лікар-дієтолог є експертом щодо харчових продуктів і харчування при захворюваннях. Лікарі-дієтологи працюють на різних клінічних базах і дають рекомендації пацієнтам з питань правильного харчування, здорового способу життя, або ставлять цілі з метою досягнення певних результатів, пов'язаних зі здоров'ям.

## Опис
Більшість фахівців-дієтологів займається лікуванням і профілактикою захворювань (складання раціону лікувального харчування — частіше в лікарнях та інших медичних установах). Крім того, велика кількість практикуючих дієтологів працює на базі медико-санітарних установ різної підпорядкованості, у наукових і науково-дослідних медичних центрах. Зростає число дієтологів, які працюють у сфері продовольчої і харчової промисловості та бізнесу, журналістики, спортивного харчування, корпоративних оздоровчих програм та інших, раніше не властивих для роботи дієтолога напрямках.